# Syndicat des employés genevois
Le Syndicat des employés genevois (SEGE) fut créé en juin 2009, il était au départ le Syndicat de défense des employés résidents genevois.

## Description
Le SEGE, Syndicat des employés genevois, est constitué sous la forme d’une association au sens des articles 60 et suivants du Code Civil suisse par ses membres, il est affilié au Mouvement citoyens genevois (MCG), un parti politique régionaliste et populiste, qui forme la quasi-totalité des membres de son comité.
Le SEGE a comme but de défendre les employés résidant sur le territoire du canton de Genève, Suisse, autant collectivement qu'individuellement, en particulier ceux qui s'estimeraient victimes de discriminations dues à la présence de travailleurs frontaliers. Il revendique la priorité de l’emploi aux citoyens résidant sur le territoire genevois et fait la promotion d'une certaine forme de préférence nationale.
La Communauté genevoise d'action syndicale (CGAS) refuse de reconnaître ce nouveau syndicat car elle déclare qu'il poursuit un but illicite.
Le siège du SEGE est à Genève. Sa secrétaire-général est la député du Mouvement Citoyen Genevois, Madame Dominique Rolle.